# Shopgirl
Shopgirl es una película de 2005 dirigida por Anand Tucker. El guion por Steve Martin está basado en la novela de 2000 del mismo nombre.

## Sinopsis
Una adaptación cinematográfica de la novela de Steve Martin sobre un triángulo amoroso entre una dependienta aburrida, un acaudalado empresario y un joven sin rumbo.

## Elenco
- Steve Martin ..... Ray Porter
- Claire Danes ..... Mirabelle
- Jason Schwartzman ..... Jeremy
- Mark Kozelek ..... Luther
- Bridgette Wilson-Sampras ..... Lisa Cramer

## Críticas
En Rotten Tomatoes, la película tiene un índice de audiencia de 6.4 de 10, y está basado en 37 comentarios en Metacritic.